# Jacques Villeneuve
Jacques Joseph Charles Villeneuve, OQ (* 9. April 1971 in Saint-Jean-sur-Richelieu) ist ein kanadischer Automobilrennfahrer. 1995 hatte er den Indy-Car-Titel errungen, bevor er zwischen 1996 und 2006 in der höchsten Motorsportklasse Formel 1 startete, wo er 1997 Weltmeister wurde.
Villeneuve ist einer der wenigen Rennfahrer, die in ihrer Karriere sowohl den Titel in der IndyCar-Serie als auch den F1-Titel gewannen. Er ist zudem der Sohn des 1982 tödlich verunglückten Ferrari-Piloten Gilles Villeneuve, der bis heute von den Tifosi als Legende verehrt wird.
Der Kanadier fiel während seiner Formel-1-Zeit stets durch seine extravagante Erscheinung mit wechselnden Haarfarben und lässigem Kleidungsstil auf. Dass sein Rennanzug immer mindestens zwei Nummern zu groß ist, gehört mittlerweile zu seinen Markenzeichen. Überdies wurde Villeneuve für seine öffentlichen Meinungsäußerungen ohne Rücksichtnahme auf politische Korrektheit bekannt und gilt allgemein als „Querkopf“. Ebenfalls bekannt wurde er durch seine Rivalität zu seinem deutschen Formel-1-Kontrahenten Michael Schumacher, dem er Verbissenheit vorwarf und jedes Charisma absprach.

## Karriere

### Anfänge
Villeneuve interessierte sich bereits früh für Motorsport und sammelte beim Kartfahren mit seinem Onkel erste Erfahrungen. Im 1982 verstarb jedoch sein Vater Gilles beim Qualifying zum Großen Preis von Belgien auf dem Circuit Zolder und Villeneuve verlor für eine gewisse Zeit das Interesse am Rennsport. Dennoch hatte er im September 1985 zum ersten Mal die Gelegenheit ein Kart in Imola zu fahren und ein Jahr später fuhr er in Mont Trembland im Rahmen der Rennschule des Rennfahrers Jim Russell einen Formel-Ford-Wagen.
1987 verließ Villeneuve seine Familie und ging zur Spenard-David Racing School in Shannonville, wobei er sich mit einem Nebenjob die Schule finanzierte, da seine Mutter ihm diese nicht bezahlen wollte. Mit 17 Jahren verließ er 1988 letztendlich Kanada und ging nach Italien, wo er seine ersten Automobilrennen in der italienischen Tourenwagen-Meisterschaft mit einem Alfa Romeo 33 fuhr. Zu dem Zeitpunkt hatte er eine andorranische Rennlizenz, da er noch unter 18 Jahre alt war. In den drei Rennen, welche er bestritt, gelangen ihm kaum gute Ergebnisse.

### Indy Cars
Seine ersten großen Erfolge hatte Villeneuve in der von der CART veranstalten IndyCar World Series, die mit Formel-1-Rennwagen vergleichbar sind. Abgesehen von Stadtkursen und Rundstrecken wird hier aber auch auf Hochgeschwindigkeits-Ovalen gefahren, zum Beispiel auf dem Indianapolis Motor Speedway. 1994 fuhr er für das Team Green, das Reynard Chassis und Ford-Cosworth Motoren einsetzte. In seinem Debüt-Jahr holte er einen Sieg und wurde Sechster in der Fahrerwertung. Er wurde Rookie of the Year, also bester Neuling der Serie. 1995 holte er vier Siege, unter anderem gewann er das Indianapolis 500, und wurde mit 172 Punkten Meister der IndyCar World Series. Die Erfolge und sein berühmter Familienname zogen die Aufmerksamkeit von Frank Williams auf sich, der ihn für 1996 als Ersatz von David Coulthard verpflichtete.

### Formel 1

#### Die Williams-Zeit (1996 bis 1998)

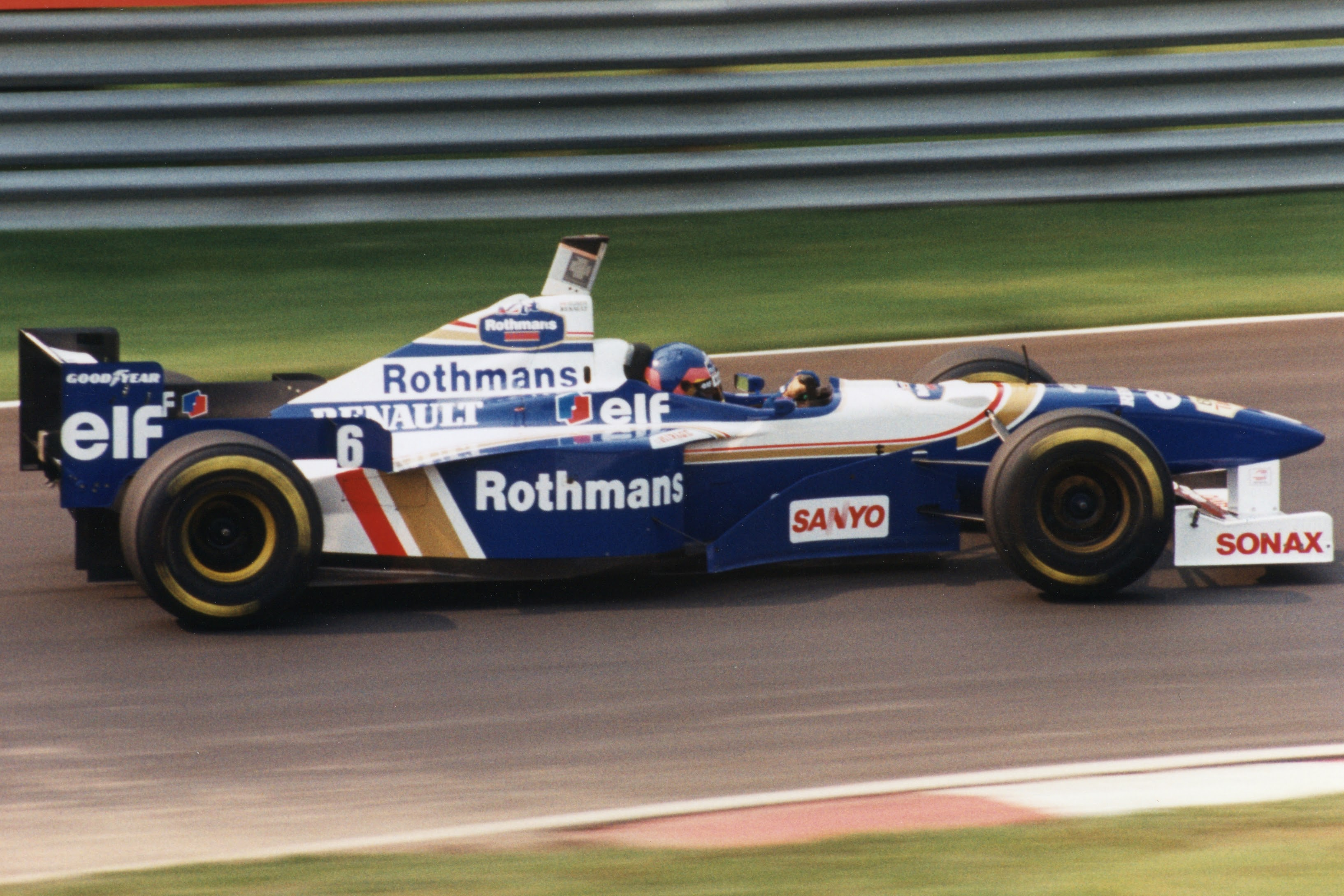
Villeneuve im Williams, 1996

Villeneuve fuhr ab 1996 in der Formel 1 und erzielte in seinem ersten Rennen im Williams-Renault in Melbourne die Pole-Position. Villeneuve errang beinahe den Sieg, fiel aber durch technischen Defekt auf Rang zwei hinter seinen Teamkollegen und den späteren Weltmeister Damon Hill zurück. Bereits beim vierten Formel-1-Rennen der Saison 1996, dem Großen Preis von Europa auf dem Nürburgring, gelang ihm sein erster Sieg. Es folgten noch drei weitere Siege in seiner Debütsaison, unter anderem gewann er den Großen Preis von Portugal. Dabei gelang ihm ein spektakuläres Überholmanöver gegen den zweifachen Weltmeister Michael Schumacher, als er ihn in der eigentlich überholfeindlichen Senna-Kurve außen überholte. Villeneuve hatte bis zum letzten Rennen in Japan noch Chancen, den Titel zu gewinnen, doch nachdem sich das hintere rechte Rad an seinem Boliden gelöst hatte, musste er das Rennen aufgeben. Damon Hill gewann das Rennen und die Weltmeisterschafts-Gesamtwertung, Jacques Villeneuve wurde Vize-Weltmeister.
Nach dem Weggang von Damon Hill, der durch Heinz-Harald Frentzen ersetzt wurde, kämpfte Villeneuve 1997 gegen Michael Schumacher (Ferrari) um den Weltmeistertitel. Nach einem starken Saisonbeginn lag Villeneuve in der Weltmeisterschaft in Führung, doch Michael Schumacher konnte den Punkteabstand zu Villeneuve erheblich verkleinern, teils begünstigt durch Fehler Villeneuves und des Williams-Teams. So schickte Williams beide Fahrer beim Großen Preis von Monaco trotz starken Regens mit Trockenreifen auf die Strecke. Beim Großen Preis von Kanada drehte Villeneuve sich am Ende der zweiten Runde und musste das Rennen vor seinen Fans frühzeitig beenden. Vor dem Großen Preis von Luxemburg führte Schumacher die WM mit einem Punkt Vorsprung an, doch er musste nach einer Startkollision mit seinem Bruder Ralf Schumacher und dessen Teamkollegen Giancarlo Fisichella das Rennen aufgeben. Villeneuve gewann das Rennen und ging mit neun Punkten Vorsprung in die letzten beiden Rennen. Aufgrund einer nicht beachteten Gelben Flagge im Freien Training des Großen Preises von Japan wurde Villeneuve für das Rennen gesperrt. Williams legte Protest bei der FIA ein und konnte deshalb trotzdem starten. Villeneuve erreichte nur den fünften Platz, während sein Titelrivale das Rennen gewinnen konnte. Williams zog nach dem Rennen den Protest zurück, um einer möglicherweise härteren Strafe zu entgehen. Schumacher ging also als WM-Führender mit einem Punkt Vorsprung vor Villeneuve ins letzte Rennen der Saison auf dem Circuito de Jerez. Als Villeneuve den in Führung liegenden Schumacher überholen wollte, kam es zu einer Kollision zwischen beiden, die aus Sicht der FIA von Schumacher absichtlich herbeigeführt worden war. Der Ferrari-Pilot musste als Folge der Kollision seinen beschädigten Rennwagen abstellen, während Villeneuve weiterfahren konnte. Das Rennen gewann Mika Häkkinen, Zweiter wurde David Coulthard. Villeneuve ließ beide Fahrer in den letzten Kurven des Rennens passieren, da ihm ein dritter Platz zum Titel reichte. Michael Schumacher wurden nach der Kollision mit Jacques Villeneuve alle WM-Punkte der Saison von der FIA aberkannt, wodurch Heinz-Harald Frentzen im Williams auf den zweiten WM-Rang vorrückte.
Im Jahr 1998 versank Williams infolge von Regeländerungen, dem Weggang seines Chefdesigners Adrian Newey und dem Wegfall des Motorenlieferanten Renault im Mittelmaß. Williams setzte auf Mecachrome-Motoren, die auf den Renault-Motoren von 1997 basierten. Im Laufe der Saison wurde deutlich, dass Williams gegen Ferrari und den wieder erstarkten McLaren keine Chance hatte. Villeneuve konnte keinen Sieg holen, und die einzigen Highlights für ihn waren die zwei dritten Plätze beim Großen Preis von Deutschland und beim Großen Preis von Ungarn. In der Gesamtwertung belegte er schließlich hinter den McLaren- und Ferrari-Piloten den fünften Platz.

#### Die BAR-Jahre (1999 bis 2003)

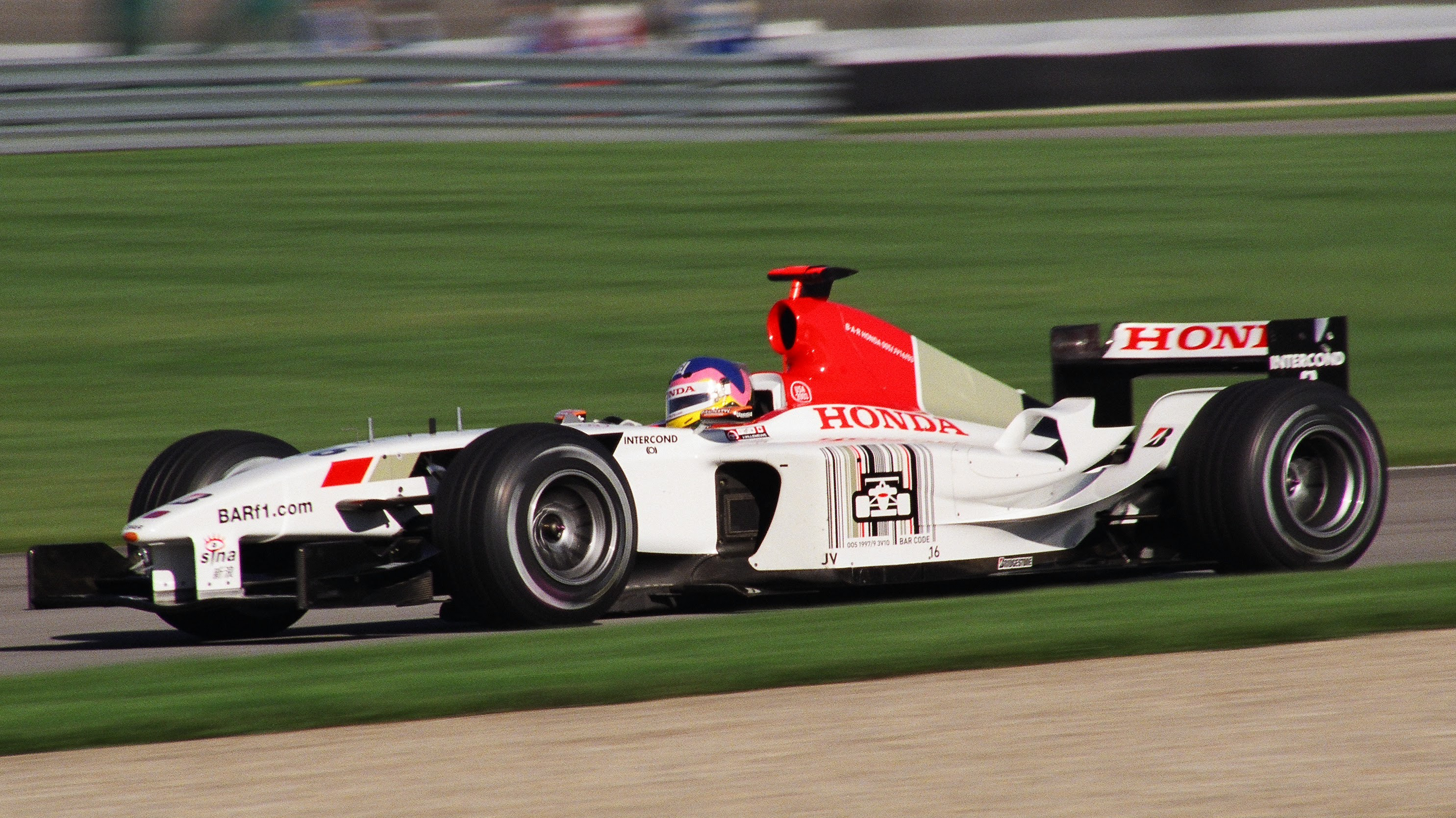
Villeneuve im BAR, 2003

Villeneuve wechselte daraufhin 1999 zum neuen Team BAR-Supertec, welches mit alten Motoren von Renault agierte, und an dem sein Manager Craig Pollock beteiligt war. Sein Teamkollege war der Brasilianer Ricardo Zonta. Vor dem ersten Rennen redete man im Team von GP-Siegen, doch bis zum Ende der Saison holte man keinen Punkt. Der Wagen litt unter extremer Unzuverlässigkeit, und Villeneuve konnte erst beim zwölften Rennen des Jahres (Großer Preis von Belgien) die Zielflagge sehen.
Nach dem Einstieg von Honda als Motorenpartner für BAR lief es 2000 besser. Villeneuve holte im ersten Rennen beim Großen Preis von Australien die ersten Punkte für BAR. Man kann 2000 als sein bestes Jahr im Team bezeichnen, er schaffte zwar keine Podiumsplatzierung, doch der Wagen war deutlich konkurrenzfähiger als 1999. In dieser Saison holte er siebzehn Punkte und erreichte den siebten Platz in der Weltmeisterschaft.
2001 ersetzte Olivier Panis Ricardo Zonta bei BAR, dem es nie gelang, Villeneuve unter Druck zu setzen. Mit dem neuen Teamkollegen war es deutlich ausgeglichener, doch letztendlich war es Villeneuve, der die beiden ersten Podiumsplätze fürs Team einfahren konnte. Doch die Saison begann tragisch für Villeneuve. Beim ersten Rennen des Jahres (Großer Preis von Australien) kam es zu einem Unfall zwischen ihm und Ralf Schumacher (Williams-BMW), bei dem ein Streckenposten ums Leben kam. Nach diesem Unfall litt Villeneuve für den Rest des Jahres unter Rückenschmerzen, die er erst in der Winterpause komplett auskurieren konnte.
Kurz vor dem Saisonstart 2002 wurde Teamchef und Villeneuve-Manager Craig Pollock durch David Richards ersetzt. Zwischen dem neuen Boss und Villeneuve herrschte keine gute Stimmung, Richards wollte Villeneuve loswerden, da dieser seiner Meinung nach zu viel verdienen würde, doch Villeneuve pochte auf seinen bis Ende 2003 laufenden Vertrag. Sportlich war 2002 eine Enttäuschung. BAR war nicht mehr so konkurrenzfähig wie in den letzten Jahren. Villeneuve wurde Zwölfter in der Fahrerweltmeisterschaft mit gerade mal vier Punkten.
Jacques Villeneuve bekam 2003 mit Jenson Button einen neuen Teamkollegen, der am Ende der Saison auch mehr Punkte holte. Es war die erste Niederlage gegen einen Teamkollegen seit seiner Debütsaison 1996 gegen Damon Hill. Doch Villeneuve hatte insgesamt acht technische Ausfälle zu beklagen (einige auf aussichtsreichen Positionen), während Button nur drei Ausfälle hatte. Dadurch konnte Villeneuve nur sechs Punkte holen. Am Ende der Saison spitzte sich der Streit zwischen ihm und David Richards zu. Richards verzögerte die Verhandlungen immer wieder, um dann vor dem letzten Rennen beim Großen Preis von Japan Takuma Satō als Nachfolger zu präsentieren. Villeneuve war enttäuscht von Richards Teampolitik und verzichtete auf das letzte Rennen.

#### Das Comeback (2004 bis 2006)

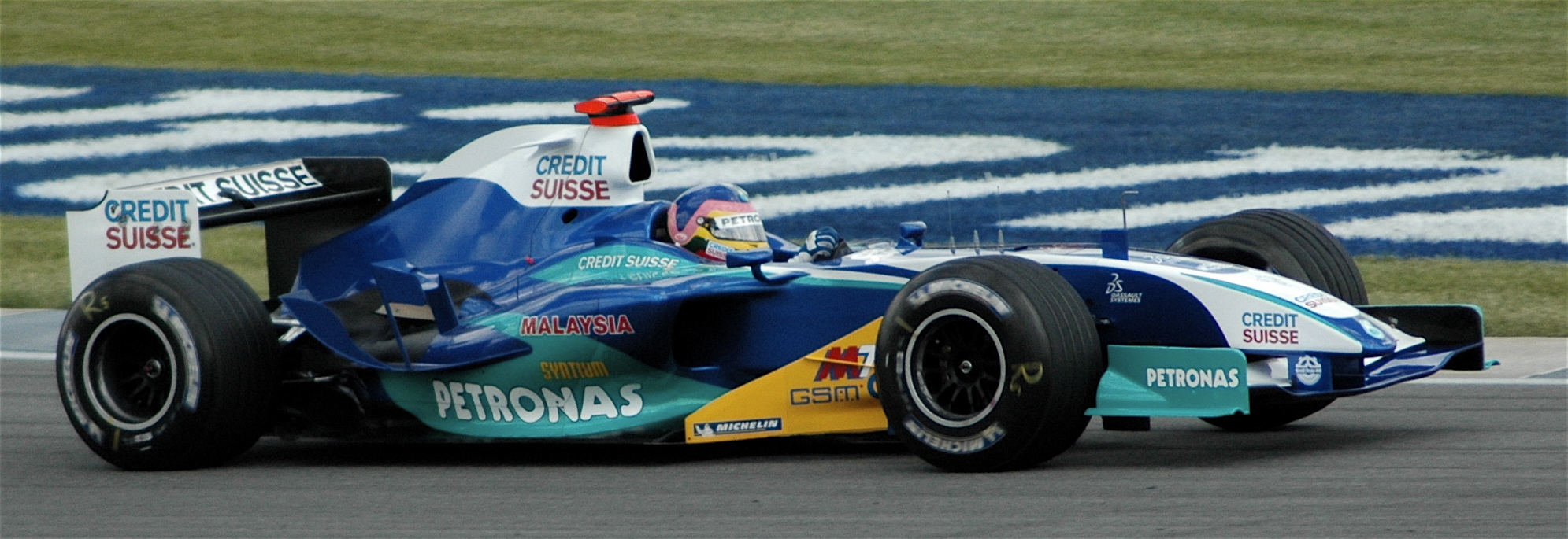
Villeneuve im Sauber, 2005

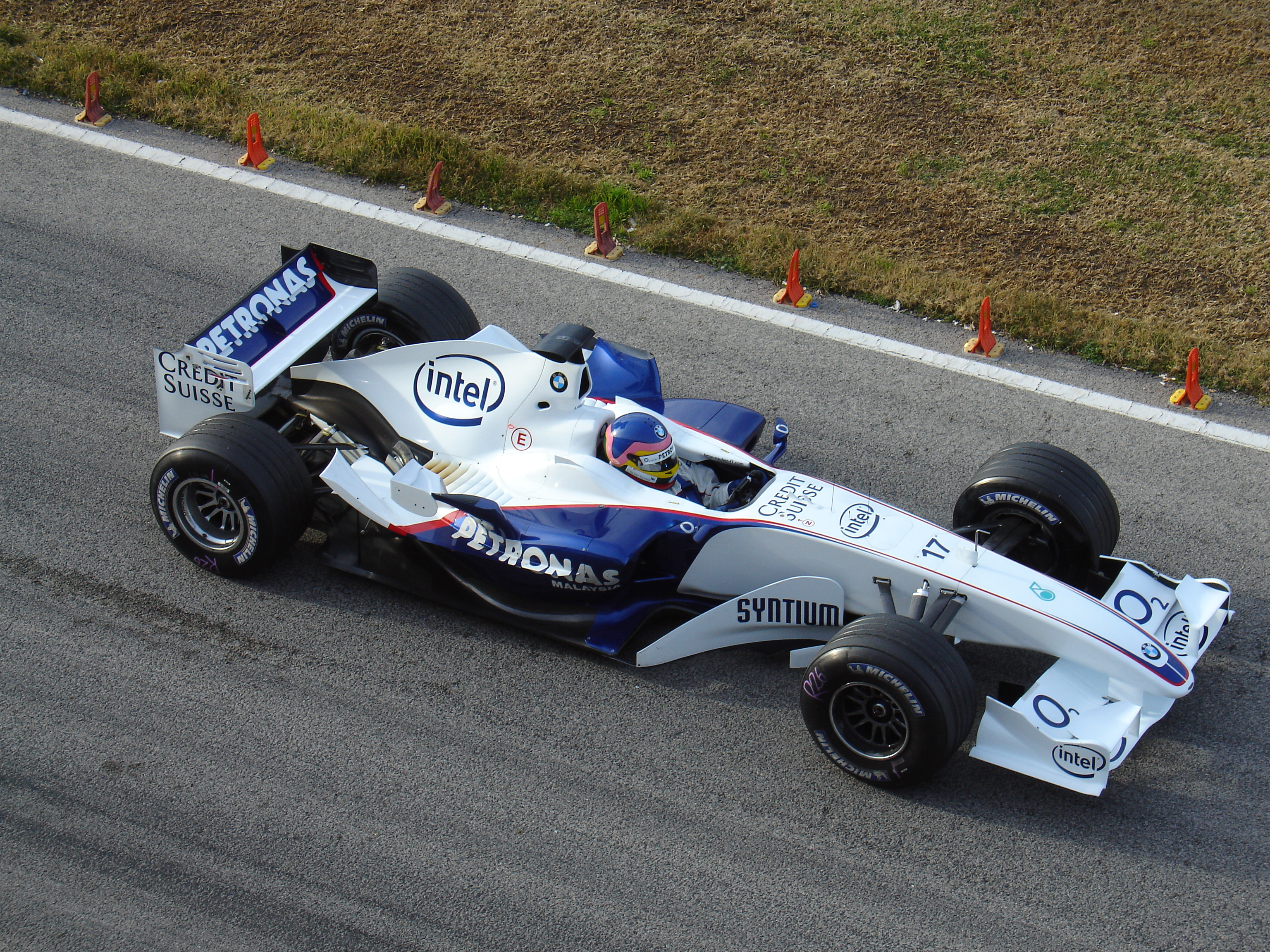
Testfahrten mit BMW in Valencia, 2006

Durch die späte und für Villeneuve überraschende Trennung von BAR konnte er sich zunächst kein Cockpit für 2004 sichern. Doch nach dem schweren Unfall von Ralf Schumacher beim Großen Preis der USA suchte das Williams-Team einen Ersatz. Man verhandelte mit Villeneuve, doch er wollte nicht nur Ersatz sein und forderte ein Stammcockpit für 2005, was Frank Williams ablehnte. Stattdessen wurde Schumacher somit nicht von Villeneuve ersetzt, sondern nacheinander von den Testfahrern Marc Gené und Antonio Pizzonia. Nach dem Großen Preis von Italien entließ aber das Renault-Team Jarno Trulli, und Villeneuve kehrte für die letzten drei Rennen in den Formel-1-Zirkus zurück. Zur gleichen Zeit unterschrieb er einen Zweijahresvertrag bei Sauber. Bei seinen drei Einsätzen 2004 konnte Villeneuve keinen Punkt holen. Er hatte durch die erzwungene Pause Probleme mit den schnelleren Autos des Jahrgangs 2004 und konnte sich nicht schnell genug an die neuen Gegebenheiten anpassen.
2005 ersetzte er bei Sauber den Italiener Giancarlo Fisichella, der zum Renault-Team wechselte. Villeneuve hatte am Anfang Probleme, mit seinem Teamkollegen Felipe Massa mitzuhalten, besonders die Bremsen sorgten für Schwierigkeiten. Zu dem Zeitpunkt gab es Gerüchte, dass er noch während der Saison ersetzt werde, doch im Laufe der Saison fand er sich immer besser zurecht (unter anderem wurde er Vierter beim Großen Preis von San Marino). Am Ende der Saison wurde er mit neun Punkten 14. in der WM, einen Platz hinter Massa.
Das Sauber-Team wurde 2006 von BMW übernommen. BMW verpflichtete Nick Heidfeld als Nummer-1-Fahrer, während der bestehende Vertrag mit Villeneuve erst im November 2005 bestätigt wurde. Beim Grand Prix von Malaysia holte Villeneuve mit seinem siebten Platz die ersten Punkte für BMW-Sauber. Erfolgreicher verlief das dritte Saisonrennen in Australien, wo er mit dem sechsten Platz wieder drei Punkte für das BMW-Team einfuhr. Trotz des 19. Startplatzes gelang es Villeneuve, nur zwei Plätze hinter seinem Teamkollegen Heidfeld ins Ziel zu fahren. Nach seinem Unfall beim Großen Preis von Deutschland auf dem Hockenheimring trat Jacques Villeneuve nicht beim Großen Preis von Ungarn an. Nach offizieller Darstellung litt er unter Kopfschmerzen, und man gab an, den Testfahrer Robert Kubica unter Rennbedingungen testen zu wollen. Doch wurde zu diesem Zeitpunkt bereits der Verdacht geäußert, dass Villeneuve nicht mehr ins Cockpit zurückkehren würde. Er wurde von den Verantwortlichen bei BMW als Relikt aus der Zeit vor der Übernahme des Sauber-Teams angesehen. Am 7. August 2006 gab das BMW-Sauber-F1-Team offiziell bekannt, den laufenden Vertrag mit Jacques Villeneuve mit sofortiger Wirkung aufzulösen und Robert Kubica künftig als zweiten Fahrer einzusetzen.

### Nach der Formel 1

#### 24-Stunden-Rennen von Le Mans

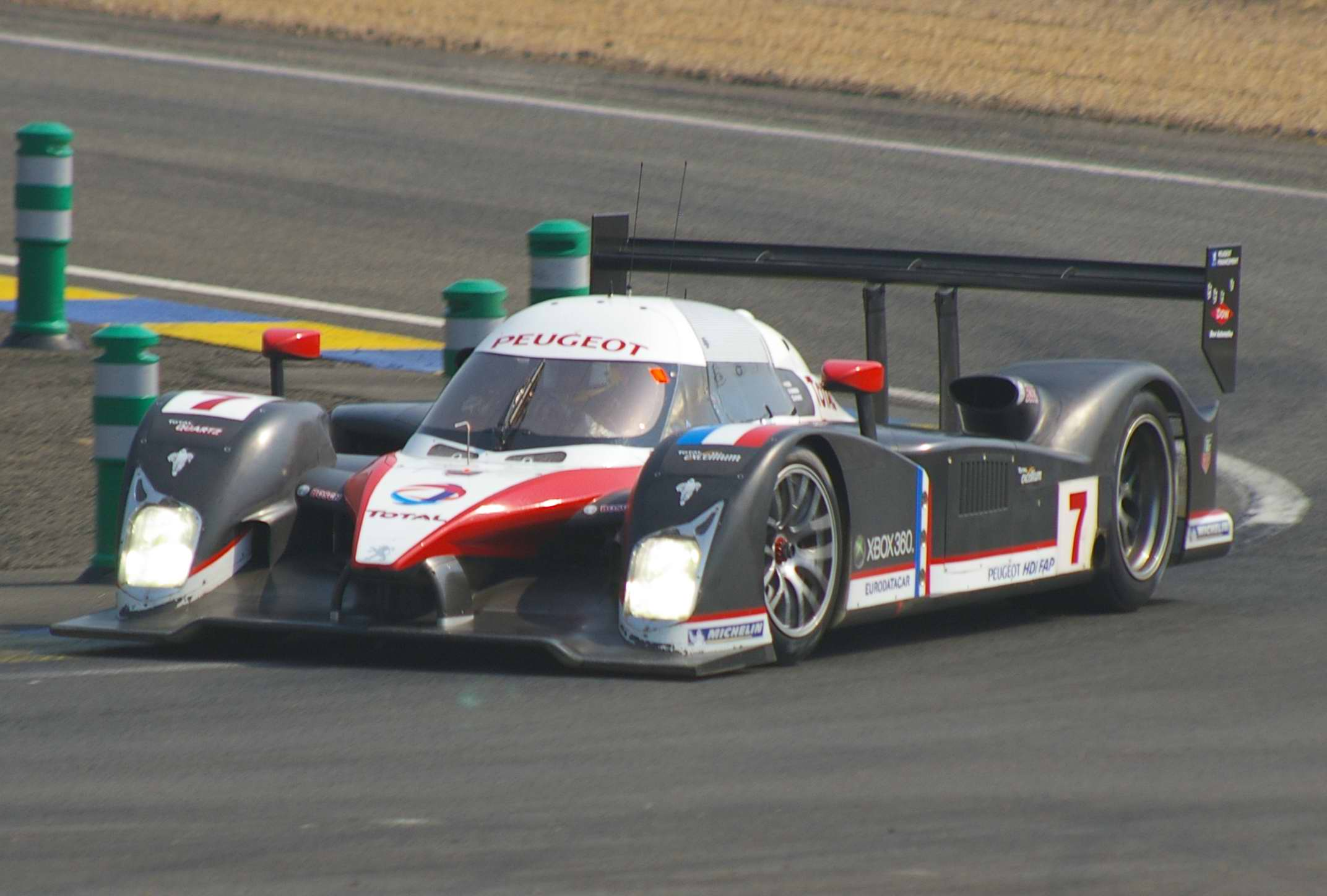
Jacques Villeneuve am Steuer des Peugeot 908, beim Testtag zu den 24 Stunden von Le Mans 2007

Villeneuve war einer der sechs Fahrer, die für das Peugeot-Total Team das 24-Stunden-Rennen von Le Mans 2007 auf einem Peugeot 908 HDi FAP bestritten haben. Das Team Villeneuve, Marc Gené und Nicolas Minassian konnte in der Qualifikation Platz drei sichern, musste aber 70 Minuten vor dem Ziel das Rennen wegen eines Defektes am Dieselmotor aufgeben. Zu diesem Zeitpunkt war der Wagen auf Platz zwei hinter dem späteren Sieger Audi R10 TDI. Der zweite Peugeot 908 mit der Fahrerkombination Sébastien Bourdais, Pedro Lamy und Stéphane Sarrazin erbte Platz zwei.
Am 15. Februar 2008 gab Peugeot bekannt, dass Villeneuve, Gené und Minassian auch 2008 gemeldet wurden. Mit beiden fuhr Villeneuve zudem beim Meisterschaftslauf der Le Mans Series in Spa-Francorchamps, welches das Trio gewann. Am 14. Juni 2008, einem Monat nach dem Sieg in Spa, qualifizierte er den Wagen auf dem dritten Startplatz. Im Rennen übernahm das Trio in Runde 48 erstmals die Führung. Die drei Audi R10 TDI waren zum Teil deutlich langsamer, aber im Gegensatz zum Peugeot 908 zuverlässiger und leichter im Regen zu beherrschen. Da es in der Nacht regnete, konnte der Audi mit dem Trio Rinaldo Capello, Allan McNish und Tom Kristensen die Führung übernehmen, die sie bis zum Ziel nicht mehr abgaben. Der Peugeot mit der Startnummer 7 von Villeneuve, Gené und Minassian beendete das Rennen mit viereinhalb Minuten Rückstand auf Platz zwei.

#### NASCAR
2007 wechselte Villeneuve zum NASCAR-Team Bill Davis Racing, welches plante, ihn für die Saison 2008 im Sprint Cup einzusetzen. Um die notwendigen Voraussetzungen hierfür zu erzielen, wurde er vom Team zunächst in den letzten sieben Rennen in der Craftsman Truck Series Saison 2007 eingesetzt. Für sein erstes NASCAR-Craftsman Truck Series-Rennen, das Smith’s Las Vegas 350, welches am 22. September 2007 auf dem Las Vegas Motor Speedway stattfand, qualifizierte er sich auf Position sieben und beendete es auf Platz 21.
Er fuhr das Craftsman-Truck-Series-Rennen und das UAW Ford 500 des Nextel Cup auf dem Talladega Superspeedway. Am geplanten Nextel-Cup-Auftritt gab es von einigen Seiten Kritik, da viele der Meinung waren, dass das ein zu schneller Aufstieg sei. Zudem hat Talladega eine Sonderstellung und ist mit kaum einem anderen Rennen zu vergleichen. So handelt es sich bei Rennen von NASCAR in Talladega um Restrictor Plate-Rennen, bei denen die Fahrzeuge über weite Teile des Rennens in zwei Spuren und bei extrem hohen Geschwindigkeiten nur wenige Zentimeter neben- und hintereinander herfahren. Gerade bei unerfahrenen NASCAR-Piloten wie Villeneuve besteht die Gefahr, dass sie aufgrund der sich hieraus ergebenden speziellen Eigenheiten leicht einen Fahrfehler begehen, der dann zwangsläufig in einem Massenunfall endet. Im Qualifying belegte Villeneuve bei seinem ersten Einsatz im Cup den sechsten Platz. Diesen nahm er aber nicht wahr, sondern ließ sich wie bei der Fahrerbesprechung zuvor angekündigt vor dem Start ans Ende des Feldes zurückfallen. In seinem ersten Rennen agierte Villeneuve vorsichtig und belegte mit zwei kleineren Mauerkontakten den 21. Platz.

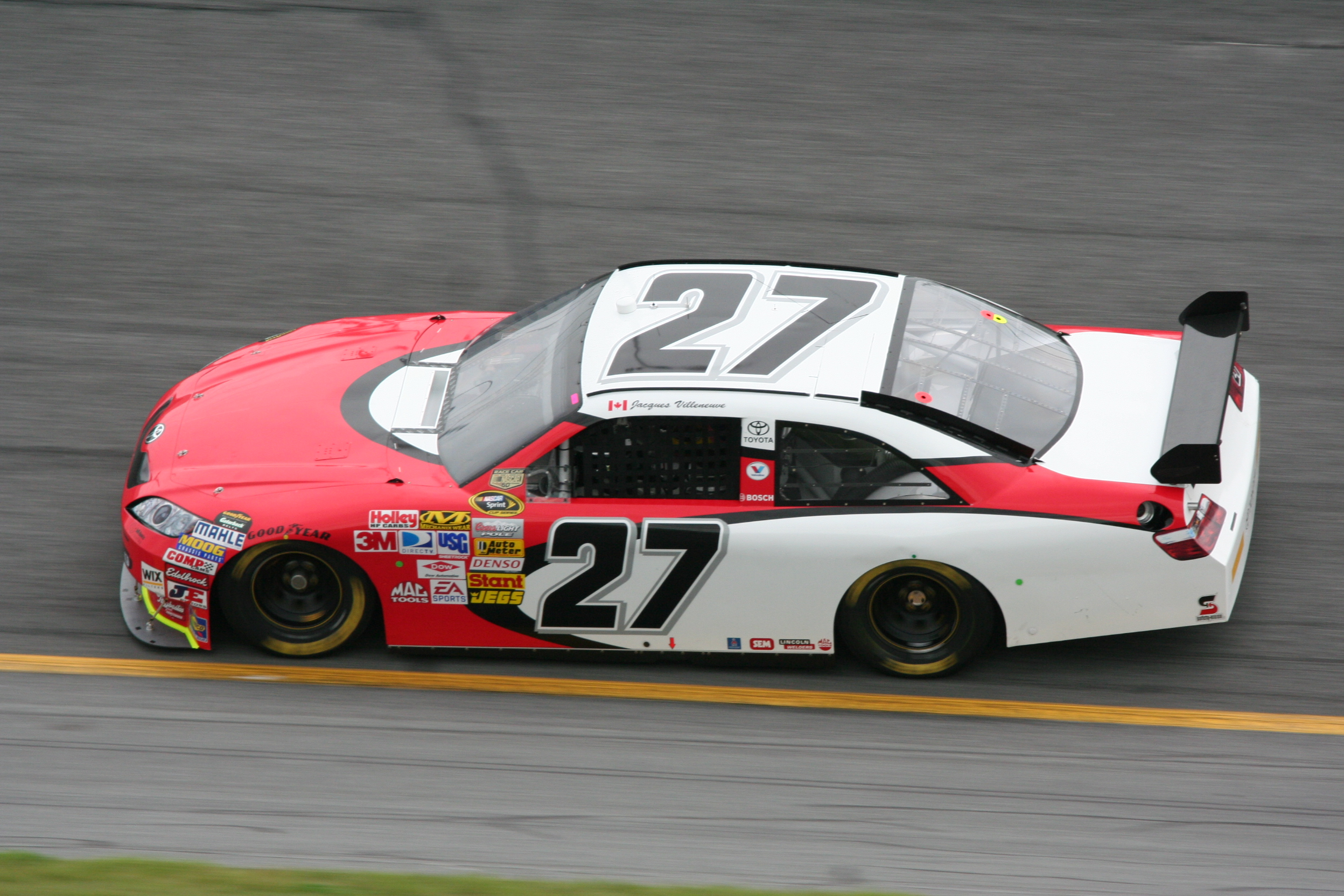
Jacques Villeneuve während der Speedweeks in Daytona 2008

Mit Beginn der Saison 2008 stand Villeneuves NASCAR-Karriere bereits wieder vor dem Aus. So fand er bis zum Saisonstart keinen Sponsor, und nachdem er in den Gatorade Duels in teure Unfälle verwickelt war sowie sich nicht zum Daytona 500 qualifizieren konnte, wurde er durch Teambesitzer Bill Davis vorübergehend suspendiert. Seitdem trat er nur noch in den NASCAR-Nationwide-Series-Rennen auf dem Circuit Gilles-Villeneuve in Montreal und zwei Rennen der NASCAR Canadian Tire Series an.
In der Saison 2010 bestritt Villeneuve erneut zwei Rennen in der NASCAR Nationwide Series. 2013 bestritt er das Toyota/Save Mart 350 auf dem Sonoma Raceway. Von einem 22. Platz startend fiel Villeneuve aufgrund von Motorproblemen aus, wurde jedoch noch auf Rang 41 gewertet.

#### Comeback beim Indianapolis 500
Am 26. Februar 2014 gab Villeneuve bekannt, beim Indianapolis 500 für das Team Schmidt Peterson Motorsports an den Start zu gehen. Für das Rennen, welches am 25. Mai 2014 stattfand, qualifizierte er sich als 27. Das Rennen beendete Villeneuve auf dem 14. Platz.

### Versuch der Rückkehr in die Formel 1 mit einem eigenen Team
Im Frühjahr 2010 bewarb sich Jacques Villeneuve darum, in der Formel-1-Weltmeisterschaft 2011 mit einem eigenen Team antreten zu dürfen. Die Existenz des notwendigen organisatorischen Hintergrunds war zunächst nicht erkennbar, später verband sich Villeneuve mit dem italienischen Formel-2-Team Durango, das sich zuvor ebenfalls beworben hatte. Beide verfolgten im Sommer 2010 gemeinsam das Ziel, ein Formel-1-Team aufzubauen. Jacques Villeneuve sollte im Rahmen dieses Projekts auch wieder als Fahrer in die Formel 1 zurückkehren. Das Projekt ließ sich letztlich nicht umsetzen. Die FIA entschied am 8. September 2010, für die Saison 2011 kein neues Team zuzulassen.

### Formel-E Meisterschaft
Für die Formel-E-Meisterschaft 2015/2016, die zweite Saison dieser Rennserie, ersetzte Villeneuve Nick Heidfeld beim monegassischen Venturi-Rennstall. Villeneuve bestritt jedoch nur die ersten drei Läufe der Saison und wurde, nachdem er beim Punta del Este ePrix 2015 in Punta del Este die Qualifikation zum Rennen infolge eines Unfalls deutlich verpasst hatte, durch den Briten Mike Conway ersetzt.

### NASCAR Whelen Euro Series
Seit 2019 nimmt Villeneuve an der NASCAR Whelen Euro Series teil. Er startet in dieser Saison für das Team Go Fas Racing.

## Privates
Jacques Villeneuve war Ende der 1990er Jahre mit der australischen Sängerin Dannii Minogue (Schwester der Sängerin Kylie Minogue) verlobt, anschließend mit der amerikanischen Tänzerin Elly Green.
Anfang 2006 lernte er die aus Paris stammende, zwölf Jahre jüngere Johanna Martinez kennen. Die beiden heirateten am 29. Mai 2006 in der Schweiz und bekamen zwei Söhne. Im Juli 2009 trennte sich das Paar.
Die Familie lebte in Villars-sur-Ollon und ab 2007 überwiegend in Montréal. Dort besaß Villeneuve ein Restaurant mit Nachtbar, das er 2009 verkaufte. Dessen Name „Newtown“ ist die englische Übersetzung seines Familiennamens.
Im November 2023 heiratete Villeneuve in Las Vegas im Rahmen des Formel-1-Grand-Prix in der Paddock-Kapelle seine langjährige Freundin Giulia Marra.

## Musik
Jacques Villeneuve betätigt sich neben seiner motorsportlichen Laufbahn auch als Musiker. Im Februar 2007 erschien sein Debüt-Album „Private Paradise“. Darauf sind 13 Titel zu finden, die er allesamt selbst (einen davon – „Father“ – zusammen mit seiner Schwester Melanie) komponiert hat. Zudem enthält das Album Duette mit Amelie und Ely Vielle sowie Melanie und seiner Halbschwester Jessica. Vier der 13 Titel wurden in englischer Sprache eingespielt, die anderen auf Französisch.

## Statistik

### Statistik in der Formel-1-Weltmeisterschaft

#### Grand-Prix-Siege
| - 1996 Großer Preis von Europa (Nürburg) - 1996 Großer Preis von Großbritannien (Silverstone) - 1996 Großer Preis von Ungarn (Mogyoród) - 1996 Großer Preis von Portugal (Estoril) - 1997 Großer Preis von Brasilien (Interlagos) - 1997 Großer Preis von Argentinien (Buenos Aires) | - 1997 Großer Preis von Spanien (Barcelona) - 1997 Großer Preis von Großbritannien (Silverstone) - 1997 Großer Preis von Ungarn (Mogyoród) - 1997 Großer Preis von Österreich (Spielberg) - 1997 Großer Preis von Luxemburg (Nürburg) |

#### Gesamtübersicht
| Saison | Team                       | Chassis          | Motor              | Rennen | Siege | Zweiter | Dritter | Poles | schn. Runden | Punkte | WM-Pos. |
| ------ | -------------------------- | ---------------- | ------------------ | ------ | ----- | ------- | ------- | ----- | ------------ | ------ | ------- |
| 1996   | Rothmans Williams Renault  | Williams FW18    | Renault 3.0 V10    | 16     | 4     | 5       | 2       | 3     | 6            | 78     | 2.      |
| 1997   | Rothmans Williams Renault  | Williams FW19    | Renault 3.0 V10    | 17     | 7     | −       | 1       | 10    | 3            | 81     | 1.      |
| 1998   | Winfield Williams          | Williams FW20    | Mecachrome 3.0 V10 | 16     | −     | −       | 2       | −     | −            | 21     | 5.      |
| 1999   | British American Racing    | BAR 01           | Supertec 3.0 V10   | 16     | −     | −       | −       | −     | −            | −      | 21.     |
| 2000   | Lucky Strike B·A·R Honda   | BAR 002          | Honda 3.0 V10      | 17     | −     | −       | −       | −     | −            | 17     | 7.      |
| 2001   | Lucky Strike B·A·R Honda   | BAR 003          | Honda 3.0 V10      | 17     | −     | −       | 2       | −     | −            | 12     | 7.      |
| 2002   | Lucky Strike B·A·R Honda   | BAR 004          | Honda 3.0 V10      | 17     | −     | −       | −       | −     | −            | 4      | 12.     |
| 2003   | Lucky Strike B·A·R Honda   | BAR 005          | Honda 3.0 V10      | 14     | −     | −       | −       | −     | −            | 6      | 16.     |
| 2004   | Mild Seven Renault F1 Team | Renault R24      | Renault 3.0 V10    | 3      | −     | −       | −       | −     | −            | −      | 21.     |
| 2005   | Sauber Petronas            | Sauber C24       | Petronas 3.0 V10   | 18     | −     | −       | −       | −     | −            | 9      | 14.     |
| 2006   | BMW Sauber F1 Team         | BMW Sauber F1.06 | BMW 2.4 V8         | 12     | −     | −       | −       | −     | −            | 7      | 15.     |
| Gesamt | Gesamt                     | Gesamt           | Gesamt             | 163    | 11    | 5       | 7       | 13    | 9            | 235    |         |

#### Einzelergebnisse
| Saison | 1   | 2   | 3   | 4   | 5   | 6   | 7   | 8   | 9   | 10  | 11  | 12  | 13  | 14  | 15  | 16  | 17 | 18 | 19 |
| ------ | --- | --- | --- | --- | --- | --- | --- | --- | --- | --- | --- | --- | --- | --- | --- | --- | -- | -- | -- |
| 1996   |     |     |     |     |     |     |     |     |     |     |     |     |     |     |     |     |    |    |    |
| 2      | DNF | 2   | 1   | 11  | DNF | 3   | 2   | 2   | 1   | 3   | 1   | 2   | 7   | 1   | DNF |     |    |    |    |
| 1997   |     |     |     |     |     |     |     |     |     |     |     |     |     |     |     |     |    |    |    |
| DNF    | 1   | 1   | DNF | DNF | 1   | DNF | 4   | 1   | DNF | 1   | 5   | 5   | 1   | 1   | DSQ | 3   |    |    |    |
| 1998   |     |     |     |     |     |     |     |     |     |     |     |     |     |     |     |     |    |    |    |
| 5      | 7   | DNF | 4   | 6   | 5   | 10  | 4   | 7   | 6   | 3   | 3   | DNF | DNF | 8   | 6   |     |    |    |    |
| 1999   |     |     |     |     |     |     |     |     |     |     |     |     |     |     |     |     |    |    |    |
| DNF    | DNF | DNF | DNF | DNF | DNF | DNF | DNF | DNF | DNF | DNF | 15  | 8   | 10  | DNF | 9   |     |    |    |    |
| 2000   |     |     |     |     |     |     |     |     |     |     |     |     |     |     |     |     |    |    |    |
| 4      | DNF | 5   | 16  | DNF | DNF | 7   | 15  | 4   | 4   | 8   | 12  | 7   | DNF | 4   | 6   | 5   |    |    |    |
| 2001   |     |     |     |     |     |     |     |     |     |     |     |     |     |     |     |     |    |    |    |
| DNF    | DNF | 7   | DNF | 3   | 8   | 4   | DNF | 9   | DNF | 8   | 3   | 9   | 8   | 6   | DNF | 10  |    |    |    |
| 2002   |     |     |     |     |     |     |     |     |     |     |     |     |     |     |     |     |    |    |    |
| DNF    | 8   | 10  | 7   | 7   | 10  | DNF | DNF | 12  | 4   | DNF | DNF | DNF | 8   | 9   | 6   | DNF |    |    |    |
| 2003   |     |     |     |     |     |     |     |     |     |     |     |     |     |     |     |     |    |    |    |
| 9      | DNS | 6   | DNF | DNF | 12  | DNF | DNF | DNF | 9   | 10  | 9   | DNF | 6   | DNF |     |     |    |    |    |
| 2004   |     |     |     |     |     |     |     |     |     |     |     |     |     |     |     |     |    |    |    |
|        |     |     |     |     |     |     |     |     |     |     |     |     |     |     | 11  | 10  | 10 |    |    |
| 2005   |     |     |     |     |     |     |     |     |     |     |     |     |     |     |     |     |    |    |    |
| 13     | DNF | 11  | 4   | DNF | 11  | 13  | 9   | DNS | 8   | 14  | 15  | DNF | 11  | 11  | 6   | 12  | 12 | 10 |    |
| 2006   |     |     |     |     |     |     |     |     |     |     |     |     |     |     |     |     |    |    |    |
| DNF    | 7   | 6   | 12  | 8   | 12  | 14  | 8   | DNF | DNF | 11  | DNF |     |     |     |     |     |    |    |    |

| Legende  | Legende            | Legende                                                          |
| Farbe    | Abkürzung          | Bedeutung                                                        |
| -------- | ------------------ | ---------------------------------------------------------------- |
| Gold     | –                  | Sieg                                                             |
| Silber   | –                  | 2. Platz                                                         |
| Bronze   | –                  | 3. Platz                                                         |
| Grün     | –                  | Platzierung in den Punkten                                       |
| Blau     | –                  | Klassifiziert außerhalb der Punkteränge                          |
| Violett  | DNF                | Rennen nicht beendet (did not finish)                            |
| Violett  | NC                 | nicht klassifiziert (not classified)                             |
| Rot      | DNQ                | nicht qualifiziert (did not qualify)                             |
| Rot      | DNPQ               | in Vorqualifikation gescheitert (did not pre-qualify)            |
| Schwarz  | DSQ                | disqualifiziert (disqualified)                                   |
| Weiß     | DNS                | nicht am Start (did not start)                                   |
| Weiß     | WD                 | zurückgezogen (withdrawn)                                        |
| Hellblau | PO                 | nur am Training teilgenommen (practiced only)                    |
| Hellblau | TD                 | Freitags-Testfahrer (test driver)                                |
| ohne     | DNP                | nicht am Training teilgenommen (did not practice)                |
| ohne     | INJ                | verletzt oder krank (injured)                                    |
| ohne     | EX                 | ausgeschlossen (excluded)                                        |
| ohne     | DNA                | nicht erschienen (did not arrive)                                |
| ohne     | C                  | Rennen abgesagt (cancelled)                                      |
| ohne     | keine WM-Teilnahme |                                                                  |
| sonstige | P/fett             | Pole-Position                                                    |
| sonstige | 1/2/3/4/5/6/7/8    | Punktplatzierung im Sprint-/Qualifikationsrennen                 |
| sonstige | SR/kursiv          | Schnellste Rennrunde                                             |
| sonstige | *                  | nicht im Ziel, aufgrund der zurückgelegten Distanz aber gewertet |
| sonstige | ()                 | Streichresultate                                                 |
| sonstige | unterstrichen      | Führender in der Gesamtwertung                                   |

#### Rekorde
- meiste Siege in einer Debüt-Saison: 4[# 1]

Anmerkungen
1. ↑  Zusammen mit Lewis Hamilton (2007).

### Statistik in der IndyCar World Series

#### Siege
- 1994 Road America
- 1995 Miami
- 1995 Indianapolis 500
- 1995 Road America
- 1995 Cleveland

#### Einzelergebnisse in der IndyCar Series
| Jahr | Team                         | 1   | 2   | 3    | 4   | 5    | 6   | 7   | 8   | 9   | 10  | 11  | 12  | 13  | 14  | 15  | 16  | 17  | 18  | Punkte | Rang |
| ---- | ---------------------------- | --- | --- | ---- | --- | ---- | --- | --- | --- | --- | --- | --- | --- | --- | --- | --- | --- | --- | --- | ------ | ---- |
| 2014 | Schmidt Peterson Motorsports | STP | LBH | ALA  | IMS | INDY | DET | DET | TXS | HOU | HOU | POC | IOW | TOR | TOR | MDO | MIL | SNM | FON | 29     | 30.  |
| 2014 | Schmidt Peterson Motorsports |     |     | 1427 |     |      |     |     |     |     |     |     |     |     |     |     |     |     |     | 29     | 30.  |

| Farbe      | Bedeutung                                          |
| ---------- | -------------------------------------------------- |
| Gold       | Sieger                                             |
| Silber     | 2. Platz                                           |
| Bronze     | 3. Platz                                           |
| Grün       | 4. und 5. Platz                                    |
| Hellblau   | 6. bis 10. Platz                                   |
| Dunkelblau | Rennen beendet (außerhalb der ersten zehn Piloten) |
| Violett    | Rennen nicht beendet                               |
| Rot        | nicht qualifiziert (DNQ)                           |
| Schwarz    | disqualifiziert (DSQ)                              |
| Weiß       | nicht am Start (DNS)                               |
| Weiß       | zurückgezogen (WD)                                 |
| Weiß       | Rennen abgesagt (C)                                |
| Blanko     | nicht teilgenommen                                 |
| Blanko     | nicht erschienen (DNA)                             |
| Blanko     | verletzt oder krank (INJ)                          |
| Blanko     | ausgeschlossen (EX)                                |

### Einzelergebnisse in der FIA-Formel-E-Meisterschaft
| Jahr    | Team                   | 1   | 2   | 3   | 4   | 5   | 6   | 7   | 8   | 9   | 10  | Punkte | Rang |
| ------- | ---------------------- | --- | --- | --- | --- | --- | --- | --- | --- | --- | --- | ------ | ---- |
| 2015/16 | Venturi Formula E Team | BEI | PUT | PUN | BUE | MEX | LBH | PAR | BER | LON | LON | 0      | 20.  |
| 2015/16 | Venturi Formula E Team | 14  | 11  | DNQ |     |     |     |     |     |     |     | 0      | 20.  |

| Legende                      | Legende       | Legende                                                                 |
| Farbe                        | Abkürzung     | Bedeutung                                                               |
| ---------------------------- | ------------- | ----------------------------------------------------------------------- |
| Gold                         | —             | Sieger                                                                  |
| Silber                       | —             | 2. Platz                                                                |
| Bronze                       | —             | 3. Platz                                                                |
| Grün                         | —             | Platzierung in den Punkten                                              |
| Blau                         | —             | Klassifiziert außerhalb der Punkteränge                                 |
| Violett                      | DNF           | Rennen nicht beendet                                                    |
| Violett                      | NC            | nicht klassifiziert                                                     |
| Rot                          | DNQ           | nicht qualifiziert                                                      |
| Schwarz                      | DSQ           | disqualifiziert                                                         |
| Weiß                         | DNS           | nicht am Start                                                          |
| Weiß                         | WD            | zurückgezogen                                                           |
| Weiß                         | C             | Rennen abgesagt                                                         |
| Blanko                       |               | nicht teilgenommen                                                      |
| Blanko                       | DNP           | gemeldet, aber nicht teilgenommen                                       |
| Blanko                       | INJ           | verletzt oder krank                                                     |
| Blanko                       | EX            | ausgeschlossen                                                          |
| sonstige Formate und Zeichen | P/fett        | Pole-Position                                                           |
| sonstige Formate und Zeichen | kursiv        | Schnellste Rennrunde (ab 2017/18: Schnellste Rennrunde der ersten Zehn) |
| sonstige Formate und Zeichen | unterstrichen | Führender in der Gesamtwertung                                          |
| sonstige Formate und Zeichen | °             | FanBoost                                                                |
| sonstige Formate und Zeichen | *             | nicht im Ziel, aufgrund der zurückgelegten Distanz aber gewertet        |
| sonstige Formate und Zeichen | ( )           | Streichresultat                                                         |

### Le-Mans-Ergebnisse
| Jahr | Team               | Fahrzeug            | Teamkollege       | Teamkollege | Platzierung | Ausfallgrund |
| ---- | ------------------ | ------------------- | ----------------- | ----------- | ----------- | ------------ |
| 2007 | Team Peugeot Total | Peugeot 908 HDi FAP | Nicolas Minassian | Marc Gené   | Ausfall     | Motorschaden |
| 2008 | Team Peugeot Total | Peugeot 908 HDi FAP | Nicolas Minassian | Marc Gené   | Rang 2      |              |

### Einzelergebnisse in der FIA-Langstrecken-Weltmeisterschaft
| Saison | Team           | Rennwagen              | 1   | 2   | 3   | 4   | 5   | 6   | 7   |
| ------ | -------------- | ---------------------- | --- | --- | --- | --- | --- | --- | --- |
| 2023   | Vanwall Racing | Vanwall Vandervell 680 | SEB | POR | SPA | LEM | MON | FUJ | BAH |
| 2023   | Vanwall Racing | Vanwall Vandervell 680 | 30  | DNF | DNF |     |     |     |     |